# Lista de prefeitos de Santo Antônio do Rio Abaixo
Esta é a lista de prefeitos e vice-prefeitos do município de Santo Antônio do Rio Abaixo, estado brasileiro de Minas Gerais.
| Nº | Nome                             | Imagem | Partido                                    | Vice-prefeito                                              | Início do mandato       | Fim do mandato                                        | Observações                                   |
| 1  | Manuel de Oliveira Santos        |        | ARENA                                      | Pedro Oliveira Santos                                      | 3 de setembro de 1963   | 1967                                                  | Prefeito e vice eleitos em sufrágio universal |
| 2  | Joaquim Duarte Neto              |        | ARENA                                      | Jordão Martins de Alvarenga                                | 1967                    | 1971                                                  | Prefeito e vice eleitos em sufrágio universal |
| 3  | Jordão Martins de Alvarenga      |        | ARENA                                      | José Gomes Santos                                          | 1971                    | 31 de janeiro de 1973                                 | Prefeito e vice eleitos em sufrágio universal |
| 4  | Joaquim Duarte Neto              |        | ARENA                                      | João Custódio Silva (ARENA)                                | 31 de janeiro de 1973   | 31 de janeiro de 1977                                 | Prefeito e vice eleitos em sufrágio universal |
| 5  | Valdemiro Falletti Bittencourt   |        | PDS                                        | Pedro Oliveira Santos                                      | 31 de janeiro de 1977   | 31 de janeiro de 1983                                 | Prefeito e vice eleitos em sufrágio universal |
| 6  | Espedito Assis Azevedo           |        | PDS                                        | Geraldo Nonato (PDS)                                       | 1º de fevereiro de 1983 | 31 de dezembro de 1988                                | Prefeito e vice eleitos em sufrágio universal |
| 7  | Valdemiro Falletti Bittencourt   |        | PDC                                        | Eder Geraldo Cândido Quintão                               | 1º de janeiro de 1989   | 31 de dezembro de 1992                                | Prefeito e vice eleitos em sufrágio universal |
| 8  | Eder Geraldo Cândido Quintão     |        | PL                                         | Paulo Alvarenga                                            | 1º de janeiro de 1993   | 31 de dezembro de 1996                                | Prefeito e vice eleitos em sufrágio universal |
| 9  | Paulo de Alvarenga Ávila         |        | PMDB                                       | Ricardo Andrade Morais (PMDB)                              | 1º de janeiro de 1997   | 31 de dezembro de 2000                                | Prefeito e vice eleitos em sufrágio universal |
| 10 | Eder Geraldo Cândido Quintão     |        | PFL                                        | Juventino Antônio de Sá (PFL)                              | 1º de janeiro de 2001   | 31 de dezembro de 2004                                | Prefeito e vice eleitos em sufrágio universal |
| 11 | Rilton Carlos Alvarenga          |        | PTB                                        | Jairo Duarte Azevedo (PT)                                  | 1º de janeiro de 2005   | 31 de dezembro de 2008                                | Prefeito e vice eleitos em sufrágio universal |
| 11 | Rilton Carlos Alvarenga          | PPS    | Rosângela Siqueira Almeida Rodrigues (PHS) | 1º de janeiro de 2009                                      | 31 de dezembro de 2012  | Prefeito reeleito e vice eleita em sufrágio universal |                                               |
| 12 | Marluce Oliveira Duarte, Lulu    |        | PP                                         | Jairo Duarte Azevedo (PT) Jairo do Expedito                | 1º de janeiro de 2013   | 31 de dezembro de 2016                                | Prefeita e vice eleitos em sufrágio universal |
| 13 | Jorge Antônio de Sá, Jorge Turco |        | PPS                                        | Assis Viana Alvarenga (PSB) Assis do Jordão                | 1º de janeiro de 2017   | 31 de dezembro de 2020                                | Prefeito e vice eleitos em sufrágio universal |
| 14 | Alexandre Rodrigues de Souza     |        | PATRI                                      | Rilton Carlos de Alvarenga (PSDB) até 2023 (PRD) após 2023 | 1° de janeiro de 2021   | 31 de dezembro de 2024                                | Prefeito e vice eleitos em sufrágio universal |
| 14 | Alexandre Rodrigues de Souza     | PRD    | 1° de janeiro de 2025                      | Rilton Carlos de Alvarenga (PSDB) até 2023 (PRD) após 2023 | Atualidade              | Prefeito e vice reeleitos em sufrágio universal       |                                               |